# TGV PBA
El TGV PBA es un tren de alta velocidad desarrollado para poder realizar los servicios internacionales de la empresa Thalys en Francia, Bèlgica y Holanda.
Los trenes son tritensión, a diferencia de los trenes TGV PBKA que son tetratensaión para poder utilizar la infraestructura ferroviaria alemana.
La sigla "PBA" corresponde a las iniciales de las principales ciudades servidas por los servicios Thalys que utilizan estos trenes: París, Bruselas y Ámsterdam.
Desde mayo de 2022 prestan servicios bajo la marca Eurostar, al fusionarse Eurostar Group y Thalys.

## Características técnicas
Son tecnológicamente similares a los TGV Duplex pero sin su característico doble piso. Los trenes son tri-tensión, pudiendo operar en 25kV 50Hz AC, 1.5kV DC y 3kV DC. Además son capaces de circular con 4 sistemas distintos de señalización: TVM, KVB, ATB y TBL.
Su velocidad máxima es de 300 km/h con la alimentación eléctrica de 25 kV.
Cada tren tiene 2 cabezas tractoras y 8 remolques, una longitud total de 200 m, una masa total de 385 tm y una capacidad de 377 plazas sentadas (120 en Confort 1 y 257 en Confort 2).
En total se construyeron 9 trenes. todos propiedad de la compañía ferroviaria francesa SNCF.